# مينه أسامي
مينه أسامي (بالكانا:あさみ みな) هي ممثلة يابانية، ولدت في 2 ديسمبر 1958 بسايتاما في اليابان.

## وصلات خارجية
- مينه أسامي على موقع IMDb (الإنجليزية)
- مينه أسامي على موقع قاعدة بيانات الفيلم (الإنجليزية)